# District de Jin'an (Fuzhou)
Pour les articles homonymes, voir Jin'an.
Le district de Jin'an (晋安区 ; pinyin : Jìn'ān Qū) est une subdivision administrative de la province du Fujian en Chine. Il est placé sous la juridiction de la ville-préfecture de Fuzhou.